# Franck Esposito
Franck Esposito (n. 13 aprilie 1971, Salon-de-Provence, Provence-Côte d'Azur, Franța) este un înotător francez, medaliat olimpic. A participat la 4 ediții ale Jocurilor Olimpice (1992, 1996, 2000, 2004) în care a câștigat o medalie de bronz.